# Carlos Dotor
Carlos Dotor, né le 15 mars 2001 à Madrid en Espagne, est un footballeur espagnol qui évolue au poste de milieu central au Sporting Gijón.

## Biographie

### Real Madrid
Né à Madrid en Espagne, Carlos Dotor commence le football au Rayo Majadahonda avant d'être formé par le Real Madrid CF, qu'il rejoint en 2015. Avec les moins de 19 ans du club il remporte l'UEFA Youth League lors de la saison 2019-2020, étant titularisé lors de la finale contre le Benfica Lisbonne (victoire 2-3 des madrilènes),.
Il s'impose ensuite avec l'équipe réserve du club, la Castilla à partir de 2021 sous les ordres de Raúl. Il devient un titulaire indiscutable, se voit confier le brassard de capitaine et marque régulièrement, ce qui en fait un atout majeur de son équipe.

### Celta de Vigo
Le 20 juillet 2023, Carlos Dotor s'engage au Celta de Vigo pour un contrat de cinq ans, soit jusqu'en juin 2028,.

### Prêts
Le 21 juillet 2024, Carlos Dotor rejoint le Real Oviedo sous la forme d'un prêt d'une saison.
Dotor est rappelé de son prêt lors du mercato hivernal et prêté dans la foulée, le 25 janvier 2025, au Sporting Gijón jusqu'à la fin de la saison.

## Statistiques
Le tableau ci-dessous retrace la carrière de Carlos Dotor depuis ses débuts :

### Statistiques détaillées
| Saison                | Club                  | Championnat           | Championnat | Championnat | Coupe(s) nationale(s) | Coupe(s) nationale(s) | Compétition(s) continentale(s) | Compétition(s) continentale(s) | Compétition(s) continentale(s) | Total | Total |
| Saison                | Club                  | Division              | M.          | B.          | M.                    | B.                    | Comp.                          | M.                             | B.                             | M.    | B.    |
| 2023-2024             | Celta de Vigo         | Liga                  | 16          | 0           | 2                     | 0                     | -                              | -                              | -                              | 18    | 0     |
| Total sur la carrière | Total sur la carrière | Total sur la carrière | 16          | 0           | 2                     | 0                     | -                              | -                              | -                              | 18    | 0     |

## Palmarès

### En club
- Real Madrid
- UEFA Youth League
  - Vainqueur : 2019-20.